# 社会民主連合
社会民主連合（しゃかいみんしゅれんごう、英: Socialist Democratic Federation, SDF）は、かつて存在した日本の政党。略称は社民連（しゃみんれん）。
1978年、日本社会党を離党した国会議員を中心とした社会市民連合（しゃかいしみんれんごう）と社会クラブ（しゃかいクラブ）が合流して結成された。1994年、日本新党、新党さきがけへの合流に伴い解散。
後の民主党の源流の一つとなり、菅直人内閣総理大臣、江田五月参議院議長
の2人の三権の長を輩出した。民主党は解党して、社民連党員の多くは立憲民主党を結党。
自由民主党の一党支配を終わらせることを第一の目標に掲げ、社公民路線を推進した。議席数はごく少なかったが、反共の立場と、社会民主主義を軸に、自由民主党と日本共産党を除く（非自民・非共産）各党に対し連立のための歩み寄りを説得する活動で、党勢以上の影響力を行使した。その交渉で他党に妥協を説く必要もあって、自党の政策を推進することよりも、政権交代を最優先と強調した。党員を「会員」と呼ぶなど、政党というよりは緩い連合体を志向していた。

## 党史
ここでは、社民連の前身となる社市連と社会クラブも含めて解説する。

### 社会市民連合
日本社会党の江田三郎は社会党書記長時代の1962年に、アメリカの生活水準、ソ連の社会保障、イギリスの議会制民主主義、日本の平和憲法を4つの柱とする 新しい社会主義像「江田ビジョン」を提唱し党内左派と対立。1976年2月に野党による超党派政策研究集団「新しい日本を考える会」を結成するが、12月の総選挙で落選し、社会主義協会との確執を深めていった。その後も江田三郎は社会主義協会や日本労働組合総評議会（総評）と対立を続ける一方で矢野絢也・佐々木良作らと社公民政権構想を打ち上げるなど独自の活動を続けた。
1977年2月8日、第40回社会党党大会で、共産党を排除した形での、野党協力（具体的には、社公民＋新自由クラブ）による「革新・中道連合政権」構想を求める意見書を提出した。しかし、事前に「大会で江田意見書を潰す」と表明した社会主義協会などの激しい反対により否決された。大会は、江田糾弾大会の状況を呈していたという。ついに3月26日、江田は社会党を離党。市川房枝の下でボランティアとして働いた経験のある菅直人、構造改革派の安東仁兵衛らと社会市民連合を結成した。当時、落選中の身だった江田三郎は同年6月の参院選に出馬の構えを見せたが、公示直前に死去。息子の江田五月が代わりとなって全国区から立候補し当選した。一方で参院地方区から立候補した9候補、参院選と同日選挙となった都議選に擁立した9候補は全員が落選する結果となった。

### 社会クラブ
1977年9月28日、9月26日に社会党を離脱した田英夫・秦豊・楢崎弥之助が結成。

### 社会民主連合
前年に結成された社市連と社会クラブ、前年の12月に社会党を離党した阿部昭吾が参加し、1978年3月26日に結成された。なお党名については、「社会市民連合」のままとする案や、「新社会党」や「社会民主党」など複数の案が出たが、結局「社会民主連合」となった。
1981年9月21日に反自民共闘を念頭に新自由クラブと院内会派である新自由クラブ・民主連合（新自連）を結成したが、1982年11月30日に第13回参議院議員通常選挙に新自由クラブとの統一確認団体で臨むために新自由クラブと交渉を始めた田に反発し、秦が離党。
1983年の第13回参議院議員通常選挙では比例代表選挙に新自由クラブとの統一確認団体である新自由クラブ民主連合（自ク連）を結成、田英夫代表を名簿登載1位で擁立、当選させた。院内会派は後に解消したが、新自由クラブ解党後は田川誠一の進歩党と統一会派である進歩民主連合（進民連、会派代表は江田）を組んだ。
反自民・非共産共闘の理由から1986年の総選挙のあと、所属の衆議院議員4人が、日本社会党会派と民社党会派に2人ずつ分かれて属することで（江田、菅が社会党会派、阿部、楢崎が民社党会派）、民社党会派が日本共産党を上回り、国会運営から日本共産党の排除に成功したこともあった。選挙においても、社会、民社両党を中心に公明、新自クの候補まで幅広く推薦することで、野党共闘の足がかりになろうとした。
1992年のPKO法案では、法案推進で自公民路線への傾斜を強める公明・民社を止めることができず、社民連は連合参議院と共にPKO参加自体には賛成するも自衛隊と別組織によること（国連平和協力法案審議時における自公民合意内容）を訴えて反対し、結果的に社会党に接近する形になった。7月9日、社会党と院内会派「日本社会党・護憲民主連合」を結成。なおこの時、社会党本部に江田三郎の遺影が掲示された。1992年の第16回参議院議員通常選挙にはサラリーマン新党の青木茂を名簿1位として西風勲、西川美紀並びに渡辺文学を比例代表選挙に擁立し、選挙区では進歩党公認の円山雅也（神奈川県選挙区）を推薦したが獲得議席ゼロであった。
党の第一の目標であった政権交代は、1993年の細川連立内閣の成立で実現し、衆議院4議席ながら閣僚も出した。1994年1月、社会党との統一会派を解消、社民連の将来的な日本新党への合流を見込んで日本新党の統一会派・さきがけ日本新党に加わった（ただし楢崎弥之助は社民連党籍のまま社会党会派に残った）。なお、菅直人は総選挙後の前年7月に社民連党籍のまま単独でさきがけ日本新党に参加していたが、親さきがけであったことから江田・阿部の会派合流を機に新党さきがけに入党している。さらに唯一の参議院議員であった田英夫は参議院本会議において政治改革四法の連立与党案に反対票を投じた為、社会党会派から除名処分を受けたことにより社民連を離党している。
小政党である社会民主連合は野党結集による政権交代によってその使命を果たしたとして、さらなる政界再編の実現の為、日本新党への合流の道を選び、1994年5月22日に解散した。江田五月と阿部昭吾は日本新党を経て新進党に参加。菅直人は新党さきがけを経て旧民主党に参加。楢崎弥之助は社会党会派無所属を経て同年12月に自由連合に参加。田英夫は同年1月に日本社会党脱党者との無所属会派護憲リベラルの会を経て同年9月に新党護憲リベラル（その後平和・市民に改称）に参加した。

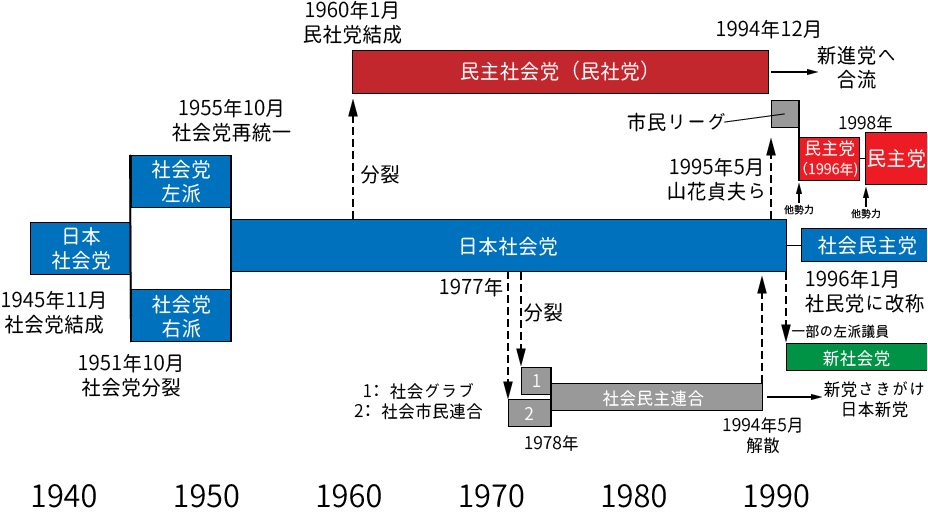
日本社会党や社会民主連合などの歴史

## 役職

### 歴代の常任役員会代表（党首）
| 社会市民連合代表           | 社会市民連合代表 | 社会市民連合代表 | 社会市民連合代表              |
| 代                         | 代表             | 代表             | 在任期間                      |
| -------------------------- | ---------------- | ---------------- | ----------------------------- |
| 1                          |                  | 江田三郎         | 1977年3月26日 - 1977年5月22日 |
| 2                          |                  | 大柴滋夫         | 1977年5月 - 1978年3月26日     |
| 2                          | 江田五月         |                  | 1977年5月 - 1978年3月26日     |
| 2                          | 菅直人           |                  | 1977年5月 - 1978年3月26日     |
| 社会クラブ代表             |                  |                  |                               |
| 1                          |                  | 田英夫           | 1977年9月28日 - 1978年3月26日 |
| 社会民主連合常任役員会代表 |                  |                  |                               |
| 1                          |                  | 田英夫           | 1978年3月26日 - 1985年2月10日 |
| 2                          |                  | 江田五月         | 1985年2月10日 - 1994年5月22日 |

### 歴代の常任役員会・執行部役員表
| 社会市民連合常任役員会 （1977年 - 1978年） | 社会市民連合常任役員会 （1977年 - 1978年） | 社会市民連合常任役員会 （1977年 - 1978年） | 社会市民連合常任役員会 （1977年 - 1978年） | 社会市民連合常任役員会 （1977年 - 1978年） | 社会市民連合常任役員会 （1977年 - 1978年） |
| ------------------------------------------ | ------------------------------------------ | ------------------------------------------ | ------------------------------------------ | ------------------------------------------ | ------------------------------------------ |
| 代表 代表委員                              | 副代表委員                                 | 事務局長                                   |                                            |                                            |                                            |
| 江田三郎                                   | —                                          | —                                          |                                            |                                            |                                            |
| 大柴滋夫 江田五月 菅直人                   | 西風勲 安東仁兵衛                          | 大柴滋夫 （兼）                            |                                            |                                            |                                            |
| 社会クラブ役員会 （1977年 - 1978年）       |                                            |                                            |                                            |                                            |                                            |
| 代表                                       |                                            |                                            |                                            |                                            |                                            |
| 田英夫                                     |                                            |                                            |                                            |                                            |                                            |
| 社会民主連合常任役員会 （1978年 - 1994年） |                                            |                                            |                                            |                                            |                                            |
| 常任役員会代表                             | 常任役員会副代表                           | 執行部書記長                               | 政策委員長                                 | 国会対策委員長                             | 参議院議員会長                             |
| 田英夫                                     | 江田五月                                   | 楢崎弥之助                                 | 安東仁兵衛                                 | 阿部昭吾                                   | 田英夫（兼）                               |
| 田英夫                                     | 大柴滋夫                                   | 楢崎弥之助                                 | 安東仁兵衛                                 | 阿部昭吾                                   | 田英夫（兼）                               |
| 江田五月                                   | 安東仁兵衛                                 | 楢崎弥之助                                 | 菅直人                                     | 阿部昭吾                                   | 田英夫                                     |
| 江田五月                                   | 楢崎弥之助                                 | 阿部昭吾                                   | 菅直人                                     | 阿部昭吾（兼）                             | 田英夫                                     |

### 閣僚経験者等
（）内は、入閣直前の党役職
細川内閣
- 国務大臣

科学技術庁長官・江田五月（常任役員会代表）

## 党勢の推移

### 衆議院
| 選挙         | 当選/候補者 | 定数 | 備考                              |
| ------------ | ----------- | ---- | --------------------------------- |
| （結党時）   | 0/-         | 511  | 社会市民連合、第34回総選挙前には2 |
| 第35回総選挙 | 2/7         | 511  |                                   |
| 第36回総選挙 | 3/5         | 511  |                                   |
| 第37回総選挙 | 3/4         | 511  |                                   |
| 第38回総選挙 | 4/5         | 512  |                                   |
| 第39回総選挙 | 4/6         | 512  |                                   |
| 第40回総選挙 | 4/4         | 511  |                                   |

### 参議院
| 選挙           | 当選/候補者 | 非改選 | 定数 | 備考                               |
| -------------- | ----------- | ------ | ---- | ---------------------------------- |
| （結党時）     | 0/-         | -      | 252  | 社会市民連合                       |
| 第11回通常選挙 | 1/10        | 0      | 252  | 社会市民連合                       |
| 第12回通常選挙 | 0/1         | 1      | 252  | 繰上当選+1                         |
| 第13回通常選挙 | 2/10        | 1      | 252  | 新自由クラブと合同名簿、追加公認+1 |
| 第14回通常選挙 | -/0         | 1      | 252  |                                    |
| 第15回通常選挙 | -/0         | 0      | 252  |                                    |
| 第16回通常選挙 | 0/10        | 1      | 252  |                                    |

（参考文献：石川真澄（一部山口二郎による加筆）『戦後政治史』2004年8月、岩波書店・岩波新書、ISBN 4-00-430904-2）
- 当選者に追加公認は含まず。追加公認には会派に加わった無所属を含む。